# يويتشي فوتوري
يويتشي فوتوري (باليابانية: 太 洋一) (3 أغسطس 1982 في نودا في اليابان – )؛ هو لاعب كرة قدم ياباني سابق كان يلعب كحارس مرمى.

## وصلات خارجية
- يويتشي فوتوري على موقع رابطة كرة القدم اليابانية للمحترفين (اليابانية)
- يويتشي فوتوري على موقع قاعدة بيانات كرة القدم.إي يو (الإنجليزية)
- يويتشي فوتوري على موقع Soccerway.com (الإنجليزية)
- يويتشي فوتوري على موقع عالم كرة القدم.نت (الإنجليزية)
- يويتشي فوتوري على موقع كووورة